# Xabier Zandio
Xabier Zandio Echaide é um ciclista nascido a 17 de março de 1977 na localidade navarra de Pamplona (Espanha). Estreou como profissional com a equipa ibanesto.com em 2001. Em 2011 alinha pela Sky, equipa no que esteve até à sua retirada.
A 28 de setembro de 2016 anunciou a sua retirada do ciclismo depois de dezasseis temporadas como profissional e com 39 anos de idade.

## Palmarés
2005
- Clássica dos Portos

2008
- Volta a Burgos

## Resultados em Grandes Voltas e Campeonatos do Mundo
Durante a sua carreira desportiva tem conseguido os seguintes postos nas Grandes Voltas e nos Campeonatos do Mundo em estrada:
| Carreira           | 2001 | 2002 | 2003 | 2004 | 2005 | 2006 | 2007 | 2008 | 2009 | 2010 | 2011 | 2012 | 2013 | 2014 | 2015 | 2016 |
| ------------------ | ---- | ---- | ---- | ---- | ---- | ---- | ---- | ---- | ---- | ---- | ---- | ---- | ---- | ---- | ---- | ---- |
| Giro d'Italia      | -    | -    | -    | -    | -    | -    | -    | -    | -    | 62º  | -    | -    | 82º  | -    | -    | -    |
| Tour de France     | -    | -    | 51º  | 97º  | 22º  | 33º  | Ab.  | -    | -    | -    | 48º  | -    | -    | Ab.  | -    | -    |
| Volta a Espanha    | -    | -    | -    | -    | -    | 22º  | Ab.  | 50º  | 112º | -    | -    | Ab.  | 55º  | -    | -    | -    |
| Mundial em Estrada | -    | -    | -    | -    | -    | -    | -    | -    | -    | -    | -    | -    | -    | -    | -    | -    |

-: Não participa

Ab.: Abandono

## Equipas
- ibanesto.com (2001-2003)
- Illes Balears/Caisse d'Epargne (2004-2010)
  - Illes Balears (2004-2006)
  - Caisse d'Epargne (2007-2010)
- Sky (2011-2016)
  - Sky Procycling (2011-2013)
  - Team Sky (2014-2016)